# Timirjasewo (Kaliningrad, Slawsk)
Timirjasewo (russisch Тимирязево, deutsch Neukirch, litauisch Joneikiškiai) ist eine Siedlung im Rajon Slawsk in der russischen Oblast Kaliningrad. Der Ort gehört zur kommunalen Selbstverwaltungseinheit Stadtkreis Slawsk.

## Geographische Lage
Timirjasewo liegt acht Kilometer nordwestlich der Kreisstadt Slawsk (Heinrichswalde) an der Regionalstraße 27A-034 (ex R513). Innerorts endet die Kommunalstraße 27K-170 aus westlicher Richtung von Sapowednoje (Seckenburg) kommend. Die nächste Bahnstation ist Schtscheglowka (Groß Brittanien, 1928 bis 1946 Brittanien) an der Bahnstrecke Kaliningrad–Sowetsk (Königsberg–Tilsit). Bis 1945 war Neukirch Kleinbahnstation der Niederungsbahn (ab 1938: Elchniederungsbahn) an den beiden Bahnstrecken Brittanien–Karkeln und Brittanien–Seckenburg.

## Geschichte
Der Ort Joneykischken entstand wohl in der ersten Hälfte des 17. Jahrhunderts in einem Gebiet, das vorher als „Morastiger Wald“ bezeichnet wurde. Um 1635 wurde dort eine erste hölzerne Kirche erbaut, die 1727 nach einem Blitzschlag abgebrannt ist. 1740 wurde eine neue Feldsteinkirche fertiggestellt. Im Zusammenhang mit dem Kirchenneubau wurde der Ortsname (möglicherweise 1770) in Neukirch geändert. Infolge der Großen Pest entstand als erster Verein in der Elchniederung der Köllmische Beerdigungsverein zu Neukirch.
Mitten in der landwirtschaftlich geprägten Niederung gelegen, war Neukirch Sitz der Kreisbauernschaft, der Viehverwertungsgenossenschaft und des Linkuhnen-Seckenburger-Entwässerungsverbandes. Die Elchniederungsbahn verband Neukirch mit der Umgebung sowie mit der Reichsbahnstrecke Königsberg-Tilsit. Eine große Molkerei im Ort verarbeitete Milch zu Tilsiter Käse. Im Jahr 1939 verzeichnete Neukirch 1589 Einwohner.
Im Ersten Weltkrieg war Neukirch im August 1914 von der Russischen Armee besetzt, entging jedoch einer größeren Zerstörung. Im Zweiten Weltkrieg wurden die von der nationalsozialistischen Führung als nicht kampftauglich betrachteten Bewohner (insbesondere Frauen und Kinder) am 10. Oktober 1944 angesichts der heranrückenden Front mit der Bahn nach Sachsen evakuiert. Am 16. Januar 1945 hatten auch die mit dem Volkssturm zurückgebliebenen Männer Neukirch zu verlassen. Die noch verbliebenen oder später wieder zurückgekehrten Bewohner wurden 1948 von der Siegermacht Sowjetunion ausgewiesen.
Nach der Angliederung des Gebietes an die Sowjetunion 1945 wurde der Ort im Jahr 1947 nach dem Pflanzenphysiologen Kliment Timirjasew (1843–1920) in Timirjasewo umbenannt. Gleichzeitig wurde der Ort Sitz eines Dorfsowjets im Rajon Slawsk. Die Kirche wurde zu Sowjetzeiten als Lagerhalle benutzt und brannte nach dem Zerfall der Sowjetunion im Jahr 1995 aus. Seit 2008 war Timirjasewo Sitz einer Landgemeinde und gehört seit 2016 zum Stadtkreis Slawsk. Viele Gebäude sind heute verfallen oder baufällig.

### Amtsbezirk Neukirch (1874–1945)
Zwischen 1874 und 1945 war Neukirch Amtssitz und damit namensgebend für einen neu errichteten Amtsbezirk, der zum Kreis Niederung (ab 1938: Kreis Elchniederung) im Regierungsbezirk Gumbinnen der preußischen Provinz Ostpreußen gehörte. Anfangs gehörten neun Dörfer zu dem Amtsbezirk, am Ende waren es dann noch acht:
| Name                   | Änderungsname (1938 bis 1946) | Russischer Name | Bemerkungen                                     |
| ---------------------- | ----------------------------- | --------------- | ----------------------------------------------- |
| Alleckneiten           | Kurwensee                     |                 |                                                 |
| An Rokaiten            | Kleinrokitten                 | Kamskoje        |                                                 |
| Budehlischken          | Hoheneiche                    | Grosnoje        |                                                 |
| Dwarrehlischken        | Herrendorf                    | Solonzy         |                                                 |
| Neukirch-An Ziegelberg |                               |                 | 1905 in die Landgemeinde Neukirch eingegliedert |
| Neukirch-Joneykischken |                               |                 | 1905 in die Landgemeinde Neukirch eingegliedert |
| Rokaiten               | Rokitten                      |                 |                                                 |
| Selseningken           | Selsen                        |                 |                                                 |
| Ziegelberg             |                               |                 |                                                 |

Am 1. Januar 1945 gehörten noch die Dörfer Herrendorf, Hoheneiche, Kleinrokitten, Kurwensee, Neukirch, Rokitten, Selsen und Ziegelberg.

### Dorfsowjet/Dorfbezirk Timirjasewo 1947–2008
Der Dorfsowjet Timirjasewo (ru. Тимирязевский сельский Совет) wurde im Juni 1947 eingerichtet. Im Jahr 1964 wurde der aufgelöste Dorfsowjet Rschewskoje weitgehend an den Dorfsowjet Timirjasewo angeschlossen. Nach dem Zerfall der Sowjetunion bestand die Verwaltungseinheit als Dorfbezirk Timirjasewo (ru. Тимирязевский сельский округ). Im Jahr 2008 wurden die verbliebenen Orte des Dorfbezirks in die neugebildete Landgemeinde Timirjasewo übernommen.
| Ortsname                               | Name bis 1947/50                                           | Bemerkungen |
| -------------------------------------- | ---------------------------------------------------------- | --- |
| Abrikossowka (Абрикосовка)             | Leitwarren                                                 | Der Ort wurde 1950 umbenannt und vor 1975 verlassen. |
| Bogunowo (Богуново)                    | Lakendorf                                                  | Der Ort wurde 1950 umbenannt und vor 1975 verlassen. |
| Dalneje (Дальнее)                      | Thomaten                                                   | Der Ort wurde 1947 umbenannt und war zunächst in den Dorfsowjet Rschewski eingeordnet. Er wurde vor 1975 verlassen.                                      |
| Dobrynino (Добрынино)                  | bei Neufrost                                               | Der Ort wurde 1950 umbenannt und vor 1975 verlassen. |
| Dolinowka (Долиновка)                  | Aschenberg                                                 | Der Ort wurde 1950 umbenannt und vor 1975 verlassen. |
| Dubrowka (Дубровка)                    | Hohenwiese                                                 | Der Ort wurde 1947 umbenannt und vor 1975 verlassen. |
| Grawijnoje (Гравийное)                 | Gumbehlischken, 1938–1945: „Eichholz“                      | Der Ort wurde 1950 umbenannt und vor 1975 verlassen. |
| Grosnoje (Грозное)                     | Budehlischken, 1938–1945: „Hoheneiche“                     | Der Ort wurde 1950 umbenannt und vor 1975 verlassen. |
| Istok (Исток)                          | Neu Weynothen, 1938–1945: „Preußenhof“                     | Der Ort wurde 1947 umbenannt und war zunächst in den Dorfsowjet Rschewski eingeordnet.                                                                   |
| Jelnja (Ельня)                         | Kaltecken                                                  | Der Ort wurde 1950 umbenannt und war zunächst in den Dorfsowjet Rschewski eingeordnet. Er wurde vor 1975 verlassen.                                      |
| Kamskoje (Камское)                     | An Rokaiten, 1938–1945: „Kleinrokitten“                    | Der Ort wurde 1950 umbenannt und vor 1975 verlassen. |
| Karassjowo (Карасёво)                  | (zu) Anmut                                                 | Der Ort wurde 1950 umbenannt und war zunächst in den Dorfsowjet Rschewski eingeordnet. Er wurde vor 1975 verlassen.                                      |
| Kryschownikowo (Крыжовниково)          | Nassenthal                                                 | Der Ort wurde 1950 umbenannt und war zunächst in den Dorfsowjet Rschewski eingeordnet. Er wurde vor 1975 verlassen.                                      |
| Leninskoje (Ленинское)                 | Pokraken, 1938–1945: „Weidenau“                            | Der Ort wurde 1947 zunächst in Krasnoje umbenannt und war zunächst in den Dorfsowjet Rschewski eingeordnet. Er wurde vor 1975 in Leninskoje umbenannt.   |
| Lepestkowo (Лепестково)                | Bürgerhuben                                                | Der Ort wurde 1950 umbenannt und vor 1975 verlassen. |
| Losnjaki (Лозняки)                     | Grietischken, 1938–1945: „Grieteinen“                      | Der Ort wurde 1947 umbenannt. |
| Luschki (Лужки)                        | Dittballen, 1938–1945: „Streulage“                         | Der Ort wurde 1947 umbenannt und war zunächst in den Dorfsowjet Rschewski eingeordnet.                                                                   |
| Motylkowo (Мотыльково)                 | Wenzischken, 1938–1945: „Wenzen“                           | Der Ort wurde 1950 umbenannt und war zunächst in den Dorfsowjet Rschewski eingeordnet. Er wurde vor 1975 verlassen.                                      |
| Nischni Bisser (Нижний Бисер)          | Neu Bogdahnen, 1938–1945: „Bolzhagen“                      | Der Ort wurde 1950 umbenannt und vor 1975 verlassen. |
| Oktjabrskoje (Октябрьское)             | Alt Weynothen, 1938–1945: „Weinoten“                       | Der Ort wurde 1947 umbenannt. |
| Ostrownoje (Островное)                 | Motzwethen, 1938–1945: „Motzfelde“                         | Der Ort wurde 1947 umbenannt. |
| Pereprawa (Переправа)                  | (Alt u. Neu) Jägerischken                                  | Der Ort wurde 1950 umbenannt und war zunächst in den Dorfsowjet Rschewski eingeordnet. Er wurde vermutlich vor 1975 an den Ort Leninskoje angeschlossen. |
| Peski (Пески)                          | Smaladumen, 1938–1945: „Fichtenberg“                       | Der Ort wurde 1950 umbenannt und war zunächst in den Dorfsowjet Rschewski eingeordnet. Er wurde vor 1975 verlassen.                                      |
| Pljoss (Плёсс)                         | An der Kurwe                                               | Der Ort wurde 1950 umbenannt und war zunächst in den Dorfsowjet Rschewski eingeordnet. Er wurde vor 1975 verlassen.                                      |
| Poimy (Поймы)                          | Urbanteiten, 1938–1945: „Urbanshof“                        | Der Ort wurde 1947 umbenannt und vor 1976 verlassen. |
| Rschewskoje (Ржевское)                 | Adlig Linkuhnen und Palinkuhnen, 1938–1945: „Neulinkuhnen“ | Der Ort wurde 1947 umbenannt und war zunächst der Verwaltungssitz des Dorfsowjets Rschewski.                                                             |
| Rudnewo (Руднево)                      | Neu Sköpen                                                 | Der Ort wurde 1950 umbenannt und vor 1975 verlassen. |
| Russanowo (Русаново)                   | Waldhof                                                    | Der Ort wurde 1950 umbenannt und war zunächst in den Dorfsowjet Rschewski eingeordnet. Er wurde vor 1975 verlassen.                                      |
| Sapowedniki (Заповедники)              | Adlig Lehmbruch                                            | Der Ort wurde 1950 umbenannt und vor 1975 verlassen. |
| Schelesnodoroschnoje (Железнодорожное) | Köllmisch Linkuhnen                                        | Der Ort wurde 1950 umbenannt und war zunächst in den Dorfsowjet Rschewski eingeordnet. Er wurde vor 1975 verlassen.                                      |
| Schtscheglowka (Щегловка)              | (Groß) Brittanien                                          | Der Ort wurde 1947 umbenannt. |
| Senzowo (Сенцово)                      | Wolfsdorf                                                  | Der Ort wurde 1950 umbenannt und vor 1975 verlassen. |
| Slawnoje (Славное)                     | Pawarszen/Pawarschen, 1938–1945: „Kleinwarschen“           | Der Ort wurde 1950 umbenannt und vor 1975 verlassen. |
| Solonzy (Солонцы)                      | Dwarrehlischken, 1938–1945: „Herrendorf“                   | Der Ort wurde 1950 umbenannt und offenbar fälschlich zunächst in den Dorfsowjet Jasnowski eingeordnet.                                                   |
| Swetloje (Светлое)                     | Neufrost                                                   | Der Ort wurde 1947 umbenannt und vor 1975 verlassen. |
| Timirjasewo (Тимирязево)               | Neukirch                                                   | Verwaltungssitz |
| Trjochgornoje (Трёхгорное)             | Ibenberg                                                   | Der Ort wurde 1950 umbenannt und vor 1975 verlassen. |
| Tschistopolje (Чистополье)             | Naudwarrischken, 1938–1945: „Adelshof“                     | Der Ort wurde 1950 umbenannt und war zunächst in den Dorfsowjet Rschewski eingeordnet. Er wurde vermutlich vor 1975 an den Ort Leninskoje angeschlossen. |
| Tumanowka (Тумановка)                  | Bartscheiten, 1938–1945: „Oswald“                          | Der Ort wurde 1947 umbenannt. |
| Uglowoje (Угловое)                     | Lentenbude                                                 | Der Ort wurde 1950 umbenannt und vor 1975 verlassen. |
| Uwaly (Увалы)                          | Gilkendorf                                                 | Der Ort wurde 1950 umbenannt und vor 1975 verlassen. |
| Werchni Bisser (Верхний Бисер)         | (Erbfrei) Bogdahnen, 1938–1945: „Bolzfelde“                | Der Ort wurde 1947 umbenannt. |
| Wetrjanka (Ветрянка)                   | Wolfsberg                                                  | Der Ort wurde 1950 umbenannt und vor 1975 verlassen. |
| Winogradowka (Виноградовка)            | Adlig Pokraken, 1938–1945: „Adliggrieteinen“               | Der Ort wurde 1947 umbenannt und vor 1975 verlassen. |

### Landgemeinde Timirjasewo 2008–2015

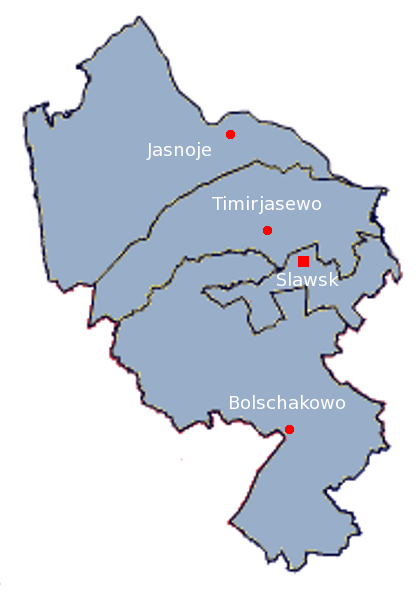
Die Lage der Landgemeinde Timirjasewskoje selskoje posselenije im Rajon Slawsk

Die Landgemeinde Timirjasewo (russisch Тимирязевское сельское поселение) wurde im Jahr 2008 eingerichtet. Zu ihr gehörten 16 Siedlungen, die zuvor zu den Dorfbezirken Sapowednoje und Timirjasewo gehört hatten, mit 3926 Einwohnern (Stand 2010), die auf einer Fläche von 265 km² lebten. Zum Ende 2015 wurde die Gemeinde aufgelöst und deren Orte in den neu gebildeten Stadtkreis Slawsk eingegliedert.
Zu den 16 Siedlungen der Timirjasewo selskoje posselenije gehörten:
| Ortsname                              | deutscher Name                     |
| ------------------------------------- | ---------------------------------- |
| Aisty (Аисты)                         | Neuhof-Reatischken/Budeweg         |
| Bolschije Bereschki (Большие Бережки) | Alt Lappienen/Rauterskirch         |
| Dublinino (Дублинино)                 | Doblienen                          |
| Istok (Исток)                         | Neu Weynothen/Preußenhof           |
| Leninskoje (Ленинское)                | Pokraken/Weidenau                  |
| Losnjaki (Лозняки)                    | Grietischken/Grieteinen            |
| Luschki (Лужки)                       | Dittballen/Streulage               |
| Oktjabrskoje (Октябрьское)            | Alt Weynothen/Weinoten             |
| Ostrownoje (Островное)                | Motzwethen/Motzfelde               |
| Rschewskoje (Ржевское)                | Adlig Linkuhnen                    |
| Sapowednoje (Заповедное)              | Groß Kryszahnen/Seckenburg         |
| Schtscheglowka (Щегловка)             | (Adlig) Groß Brittanien/Brittanien |
| Solonzy (Солонцы)                     | Dwarrehlischken/Herrendorf         |
| Timirjasewo (Тимирязево)              | Neukirch                           |
| Tumanowka (Тумановка)                 | Bartscheiten/Oswald                |
| Werchni Bisser (Верхний Бисер)        | Bogdahnen/Bolzfelde                |

## Kirche

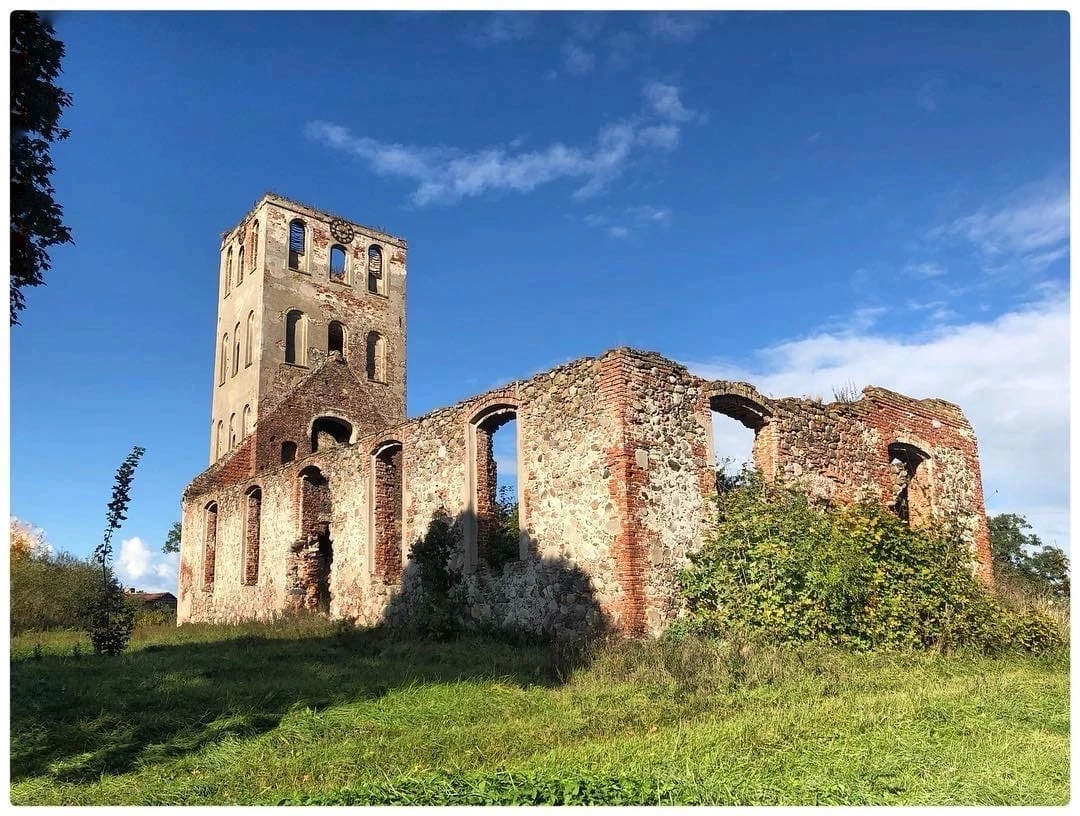
Ruine der Neukircher Kirche

Siehe den Hauptartikel: Kirche Neukirch (Kreis Niederung)

### Kirchengebäude
Eine erste Kirche wurde in Joneykischken im Jahre 1635 aus Holz gebaut. Sie wurde ein Opfer von Feuer. Am 1. Advent 1740 konnte eine neu errichtete Kirche eingeweiht werden – ein schlichter Feldsteinbau mit Turm. In den Kanzelaltar war der Rest eines Barockaltars eingesetzt worden. Die Orgel stammte aus der Werkstatt des Orgelbaumeisters Adam Gottlob Casparini aus  Königsberg (Preußen). Die Kirche überstand die Kriege unbeschadet. Nach 1945 wurde sie als Lagerhalle benutzt, wobei die Fenster vermauert und die Vorhallen im Borden und Süden abgerissen wurden. Aufgrund eines Brandes im Jahre 1995 stehen heute nur noch die Turmruine sowie die Mauerreste des Kirchenschiffs.

### Kirchengemeinde
Das damals noch Joneykischken genannte Kirchspiel wurde 1651 gegründet. 1771 wurde auch eine Pfarrstelle errichtet, die ab 1870 durch Hilfspredigerdienst ergänzt wurde. Im Jahr 1925 zählte die Pfarrei Neukirch 5.582 Gemeindeglieder in über 40 Ortschaften. Sie gehörte zum Kirchenkreis Niederung (Elchniederung) in der Kirchenprovinz Ostpreußen der Kirche der Altpreußischen Union.
Heute liegt Timirjasewo im Einzugsgebiet der neu entstandenen evangelisch-lutherischen Kirchengemeinde Slawsk (Heinrichswalde), die zugleich Pfarrsitz der gleichnamigen Kirchenregion in der Propstei Kaliningrad der Evangelisch-lutherischen Kirche Europäisches Russland ist.

## Persönlichkeiten

### Söhne und Töchter des Ortes
- Karlheinz Sommer (1907–1989), deutscher Gynäkologe